# Il professionista (romanzo)
Il professionista (Playing for Pizza) è un romanzo di John Grisham pubblicato nel 2007.
Il protagonista è Rick Dockery, un giovane quarterback statunitense dalla carriera distrutta, costretto ad aggregarsi a una squadra di football americano in Italia, i Panthers Parma.

## Trama
Rick Dockery è un giocatore di football americano e gioca nei Cleveland Browns come terzo quarterback (la riserva della riserva del titolare). Durante la semifinale contro i Denver Broncos, i Browns sono in vantaggio di 17 punti e stanno per andare, per la prima volta nella loro storia, a disputare il Super Bowl. A causa dell'infortunio degli altri quarterback, Rick si trova a entrare in campo e, lanciando 3 intercetti in 11 minuti, riesce a propiziare la clamorosa rimonta dei Broncos, che vincono la partita e guadagnano l'accesso al Super Bowl. In seguito a questo disastro sportivo, Rick si trova senza squadra, ridicolizzato dalla stampa (in particolare da Charley Cray del Cleveland Post) e indagato per la presunta paternità del nascituro di una cheerleader dei Browns. Arnie, l'agente di Rick, non riesce a trovare una squadra disposta a ingaggiarlo in tutta la NFL: l'unica proposta arriva dai Panthers Parma, squadra militante nella Italian Football League e allenata dall'italo-americano Sam Russo, per un salario di circa 2.000 euro al mese per 5 mesi (la durata del campionato), cifra estremamente inferiore al salario medio di una riserva della NFL. Rick accetta la proposta per allontanarsi dalla stampa americana e dai suoi problemi legali, ma è preoccupato dal dover andare a vivere in un paese di cui non conosce la lingua e dove il football americano è quasi sconosciuto. Arrivato a Parma, viene subito immerso nella realtà locale: le partite di campionato arrivano a stento a 1.000 spettatori, allo stadio Sergio Lanfranchi mancano 10 yards rispetto a un campo regolamentare NFL, non c'è diretta televisiva (se non per il Superbowl italiano e su una rete minore), non ci sono cheerleader e i giocatori sono perlopiù amatori, impegnati in altre professioni e che giocano a football unicamente per passione e per la pizza offerta dal proprietario dopo la partita (da cui il titolo originale). Normalmente, gli unici salariati delle squadre sono i 3 americani: nei Panthers, oltre a Rick, giocano l'halfback Slydell "Sly" Turner e la safety Trey Colby.
Dopo la vittoria all'esordio, grazie anche a una grande prestazione di Rick, i Panthers perdono le due partite seguenti, compromettendo le chances di disputare i playoff. La prima, contro i Rhinos Milano, squadra teoricamente inferiore, viene persa malamente a causa dei postumi della sbornia dei tre americani, mentre la seconda, contro i Warriors Bologna, è dovuta principalmente all'addio di Sly, tornato negli Stati Uniti il giorno precedente con l'intenzione di abbandonare il football, e all'infortunio di Trey, spostato in attacco come wide receiver. Come se non bastasse, il talentuoso ma arrogante ricevitore italiano, Fabrizio, si trova un agente e pretende di essere pagato anche lui. Rick, rimasto l'unico americano in squadra, ha anch'esso l'opportunità di andarsene: Arnie, infatti, gli ha trovato un posto da titolare nei Saskatchewan Roughriders della Canadian Football League con un contratto da 100.000 dollari a stagione. Nonostante ciò, Rick decide di rimanere a Parma, ormai affezionato alla città, alla squadra e a un ambiente in cui si gioca per pura passione, quella che aveva dimenticato giocando nella NFL. Grazie a una squadra compatta e a una nuova strategia incentrata su Rick e Fabrizio (il quale, dopo aver ottenuto un salario, inizia a comportarsi in maniera molto più matura e professionale), i Panthers vincono tutte le rimanenti partite, compresa quella contro i Lions Bergamo, vincitori degli ultimi 3 Superbowl e imbattuti da 67 partite. Fuori dal campo, Rick trova anche l'affetto di Livvy, una ragazza americana che studia arte a Parma. I Panthers giungono così al Superbowl, dove affrontano nuovamente i Lions. La partita, combattutissima, viene risolta all'ultimo secondo da un passaggio dell'Ave Maria di Rick completato da Fabrizio in end zone: i Panthers vincono il Superbowl e Rick, in partenza con Livvy verso la Puglia, valuta se rimanere a Parma anche la stagione successiva.

## L'ispirazione del racconto
- A Grisham venne l'idea del libro durante un suo precedente viaggio in Italia, mentre stava scrivendo Il broker (ambientato a Bologna). L'ispirazione gli arrivò quando venne a sapere che in Italia esiste un campionato di football americano[1][2].
- I Panthers Parma sono una squadra realmente esistente che disputa i suoi incontri al Sergio Lanfranchi, stadio cittadino usato principalmente per il rugby.
- Tutta la lega descritta nel libro esiste[3] ed è costituita per la gran parte da uomini che hanno la predilezione per il football.
- La prima partita che Grisham vide in Italia fu quella tra Panthers Parma e Dolphins Ancona[2].
- Grisham ha dato il calcio d'inizio alla partita tra Panthers Parma e Lions Bergamo del 30 marzo 2008[4].
- Grisham, in seguito alla pubblicazione del libro "dedicato" ai Panthers, è stato nominato presidente onorario della società emiliana[5].

## Personaggi principali
- Rick Dockery: quarterback professionista, laureato all'Università dell'Iowa. Nonostante un braccio molto potente, non riesce a diventare più di una seconda riserva a causa della sua enorme paura dei contatti fisici, che lo porta a compiere errori oppure optare per scelte troppo conservative quando messo sotto pressione. Dopo la disastrosa partita contro i Broncos, accetta l'offerta di Parma unicamente per mancanza di alternative. In Emilia, riscoprirà la passione per il football, l'amicizia e l'amore.
- Sam Russo: allenatore dei Panthers. Americano di origine italiana, oltre ad allenare lavora come guida per i turisti americani in visita in Italia.
- Arnie: l'agente di Rick. Una volta partito per Parma, cerca in tutte le maniere di farlo tornare in America. Riesce a trovargli un ricco contratto da titolare nel campionato canadese, ma Rick lo rifiuta.
- Charley Cray: giornalista del Cleveland Post. Acquisisce una certa notorietà con i suoi articoli denigratori su Rick e, una volta appreso del suo trasferimento in Italia, decide di seguirlo per ridicolizzare lui e la lega in cui gioca, poverissima e sconosciuta in confronto alla NFL. Prima della fine, Rick riuscirà a vendicarsi sia sportivamente che umanamente.
- Slydell "Sly" Turner: halfback dei Panthers. Ex alunno della Colorado State University, decide di abbandonare il football dopo la seconda giornata, lasciando Parma senza dire niente a nessuno tranne che a Rick.
- Trey Colby: safety dei Panthers. Ai tempi del college, fu inserito nella terza miglior squadra della Conference. Viene spostato come ricevitore per potenziare l'attacco dopo l'addio di Sly, ma si infortuna gravemente alla prima azione.
- Fabrizio: ricevitore dei Panthers. Forse il giocatore italiano più forte del campionato, ha un talento cristallino ma atteggiamenti da prima donna: capita spesso che, se le cose non vanno come vuole lui, abbandoni l'allenamento o la partita. Dopo aver ingaggiato un agente, riesce a ottenere un salario dai Panthers ma, al tempo stesso, diventa un professionista serio ed è fondamentale per la vittoria finale.
- Giuseppe "Franco" Lazzarino: fullback dei Panthers, diventa running back dopo l'addio di Sly. Di professione giudice, aiuta Rick con i suoi problemi legali. Il suo idolo è Franco Harris.
- Nino: centro dei Panthers. Co-proprietario di un ristorante a Parma, fa conoscere a Rick la cucina italiana. In campo, traduce in italiano gli schemi chiamati da Rick.
- Maschi: linebacker dei Lions. Uno dei difensori più forti del campionato, insiste per farsi chiamare "L.T." come il suo idolo Lawrence Taylor. Per metterlo fuori combattimento, Rick e Sam inventano uno schema apposito chiamato kill Maschi.
- Livvy Galloway: ragazza americana di Savannah in Italia per studiare arte e per fuggire dalla sua famiglia. Ex-cheerleader, dopo aver conosciuto Rick se ne innamora, ricambiata.
- Gabriella Ballini: cantante lirica. Rick inizia ad apprezzare l'opera inizialmente perché attratto da lei.

## Edizioni
- John Grisham, Il professionista, traduzione di Nicoletta Lamberti, collana Omnibus, Arnoldo Mondadori, novembre 2007,  p. 286, ISBN 978-88-04-57348-7.